# Die Hard
Die Hard (bra: Duro de Matar; prt: Die Hard - Assalto ao Arranha-Céus) é um filme de ação americano de 1988, dirigido por John McTiernan e estrelado por Bruce Willis. Teve quatro sequências: Die Hard 2, Die Hard With a Vengeance, Live Free or Die Hard e A Good Day to Die Hard.
É baseado em um romance de 1979 do escritor Roderick Thorp intitulado Nothing Lasts Forever.

## Sinopse
Durante as festividades de Natal, o policial nova-iorquino John McClane vai visitar a esposa Holly Gennero em Los Angeles. Lá chegando, dirige-se à festa de Natal da empresa onde ela trabalha, a Nakatomi Trading, no edifício da multinacional, o Nakatomi Plaza. É apresentado a diversas pessoas, entre elas o CEO da companhia, Joe Takagi. Entretanto, durante as festividades, um grupo de terroristas alemães, liderados por Hans Gruber, invadem o prédio e seqüestram todos os convidados, com a intenção de roubar US$ 640 milhões em ações. McClane escapa de ser aprisionado pelo grupo de Gruber e é o único que pode combater os terroristas.

## Elenco
| Ator / Atriz         | Personagem                  |
| -------------------- | --------------------------- |
| Bruce Willis         | Detetive John McClane       |
| Alan Rickman         | Hans Gruber                 |
| Bonnie Bedelia       | Holly M. Genaro McClane     |
| Reginald VelJohnson  | Sargento Al Powell          |
| Paul Gleason         | Dwayne T. Robinson          |
| De'voreaux White     | Argyle                      |
| William Atherton     | Richard Thornburg           |
| Hart Bochner         | Harry Ellis                 |
| James Shigeta        | Joseph Takagi               |
| Alexander Godunov    | Karl                        |
| Clarence Gilyard Jr. | Theo                        |
| Robert Davi          | FBI Agente Especial Johnson |
| Grand L. Bush        | FBI Agente Johnson          |
| Dennis Hayden        | Eddie                       |
| Lorenzo Caccialanza  | Marco                       |
| Andreas Wisniewski   | Tony                        |
| Mary Ellen Trainor   | Gail Wallens                |
| George Christy       | Dr. Hasseldorf              |
| Kip Waldo            | Atendente da Loja           |

## Principais prêmios e indicações
Oscar 1989 (EUA)
- Indicado nas categorias de melhor edição, melhores efeitos visuais, melhor som e edição de som.

## Recepção
No consenso do agregador de críticas Rotten Tomatoes diz: "Seus muitos imitadores (e continuações) nunca chegaram perto ou se igualaram as emoções tensas do definitivo clássico de férias de ação”. Na pontuação onde a equipe do site categoriza as opiniões da grande mídia e da mídia independente apenas como positivas ou negativas, o filme tem um índice de aprovação de 94% calculado com base em 84 comentários dos críticos. Por comparação, com as mesmas opiniões sendo calculadas usando uma média aritmética ponderada, a nota alcançada é 8,6/10.